# Meghradzor
Meghradzor är en ort i Armenien.   Den ligger i provinsen Kotajk, i den centrala delen av landet, 50 kilometer norr om huvudstaden Jerevan. Meghradzor ligger 1 785 meter över havet och antalet invånare är 2 659.
Terrängen runt Meghradzor är kuperad åt sydost, men åt nordväst är den bergig. Meghradzor ligger nere i en dal. Närmaste större samhälle är Hrazdan, 15,5 kilometer sydost om Meghradzor. 
Trakten runt Meghradzor består till största delen av jordbruksmark. Runt Meghradzor är det ganska tätbefolkat, med 129 invånare per kvadratkilometer.